# Буре-Сарай
Буре-Сарай — село в Заинском районе Татарстана. Входит в состав Аксаринского сельского поселения.

## География
Находится в восточной части Татарстана на расстоянии приблизительно 11 км на север по прямой от железнодорожной станции города Заинск у реки Зай.

## История
Основано во второй половине XVIII века. Упоминалось также как Буранчай-Елга.

## Население
Постоянных жителей было: в 1859—261, в 1884—622, в 1913—592, в 1926—487, в 1938—474, в 1958—299, в 1970—173, в 1979—211, в 1989—101, в 2002 — 86 (русские 96 %), 61 в 2010.